# Guitté
Ne doit pas être confondu avec Guiter, Guité ou Guit.
Guitté [gite] est une commune du département des Côtes-d'Armor, dans la région Bretagne, en France.

## Géographie
| Caulnes             |        | Guenroc                   |
|                     | Guitté | Plouasne                  |
| La Chapelle-Blanche |        | Médréac (Ille-et-Vilaine) |

### Hydrographie
Pour un article plus général, voir Réseau hydrographique des Côtes-d'Armor.
La commune est située dans le bassin Loire-Bretagne. Elle est drainée par la Rance, le Néal et un autre petit cours d'eau,.
La Rance, d'une longueur de 104 km, prend sa source dans la commune du Mené et se jette  dans la Manche entre Dinard et Saint-Malo, après avoir traversé 28 communes. 
Le Néal, d'une longueur de 21 km, prend sa source dans la commune de Miniac-sous-Bécherel et se jette  dans la Rance sur la commune, après avoir traversé sept communes. 
Un plan d'eau complète le réseau hydrographique : l'étang de Néal, d'une superficie totale de 81,2 ha (34,68 ha sur la commune),.

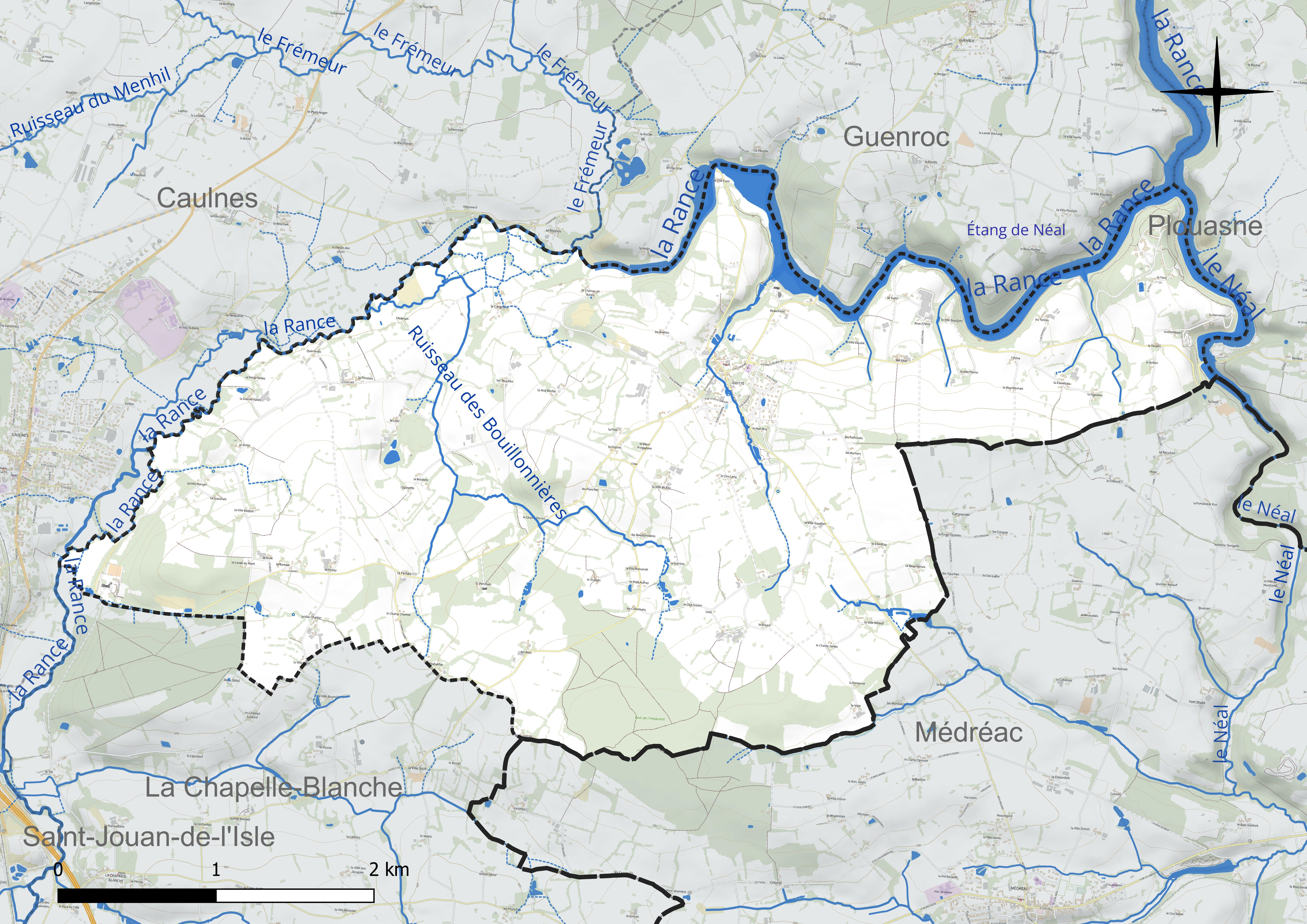
Réseau hydrographique de Guitté.

### Climat
Pour des articles plus généraux, voir Climat de la Bretagne et Climat des Côtes-d'Armor.
En 2010, le climat de la commune est de type climat océanique franc, selon une étude du Centre national de la recherche scientifique s'appuyant sur une série de données couvrant la période 1971-2000. En 2020, Météo-France publie une typologie des climats de la France métropolitaine dans laquelle la commune est exposée à un climat océanique et est dans la région climatique  Bretagne orientale et méridionale, Pays nantais, Vendée, caractérisée par une faible pluviométrie en été et une bonne insolation. Parallèlement l'observatoire de l'environnement en Bretagne publie en 2020 un zonage climatique de la région Bretagne, s'appuyant sur des données de Météo-France de 2009. La commune est, selon ce zonage, dans la zone « Intérieur Est », avec des hivers frais, des étés chauds et des pluies modérées).  
Pour la période 1971-2000, la température annuelle moyenne est de 11,3 °C, avec une amplitude thermique annuelle de 12,3 °C. Le cumul annuel moyen de précipitations est de 767 mm, avec 12,1 jours de précipitations en janvier et 6,5 jours en juillet. Pour la période 1991-2020, la température moyenne annuelle observée sur la station météorologique la plus proche, située sur la commune du Quiou à 9 km à vol d'oiseau, est de 11,6 °C et le cumul annuel moyen de précipitations est de 757,4 mm,. Pour l'avenir, les paramètres climatiques de la commune estimés pour 2050 selon différents scénarios d'émission de gaz à effet de serre sont consultables sur un site dédié publié par Météo-France en novembre 2022.

## Urbanisme

### Typologie
Au 1er janvier 2024, Guitté est catégorisée commune rurale à habitat dispersé, selon la nouvelle grille communale de densité à 7 niveaux définie par l'Insee en 2022.
Elle est située hors unité urbaine et hors attraction des villes,.

### Occupation des sols
L'occupation des sols de la commune, telle qu'elle ressort de la base de données européenne d’occupation biophysique des sols Corine Land Cover (CLC), est marquée par l'importance des territoires agricoles (86,2 % en 2018), en diminution par rapport à 1990 (88 %). La répartition détaillée en 2018 est la suivante : zones agricoles hétérogènes (49,9 %), terres arables (28,7 %), forêts (9,5 %), prairies (7,6 %), eaux continentales (2,5 %), zones urbanisées (1,8 %). L'évolution de l'occupation des sols de la commune et de ses infrastructures peut être observée sur les différentes représentations cartographiques du territoire : la carte de Cassini (XVIIIe siècle), la carte d'état-major (1820-1866) et les cartes ou photos aériennes de l'IGN pour la période actuelle (1950 à aujourd'hui).

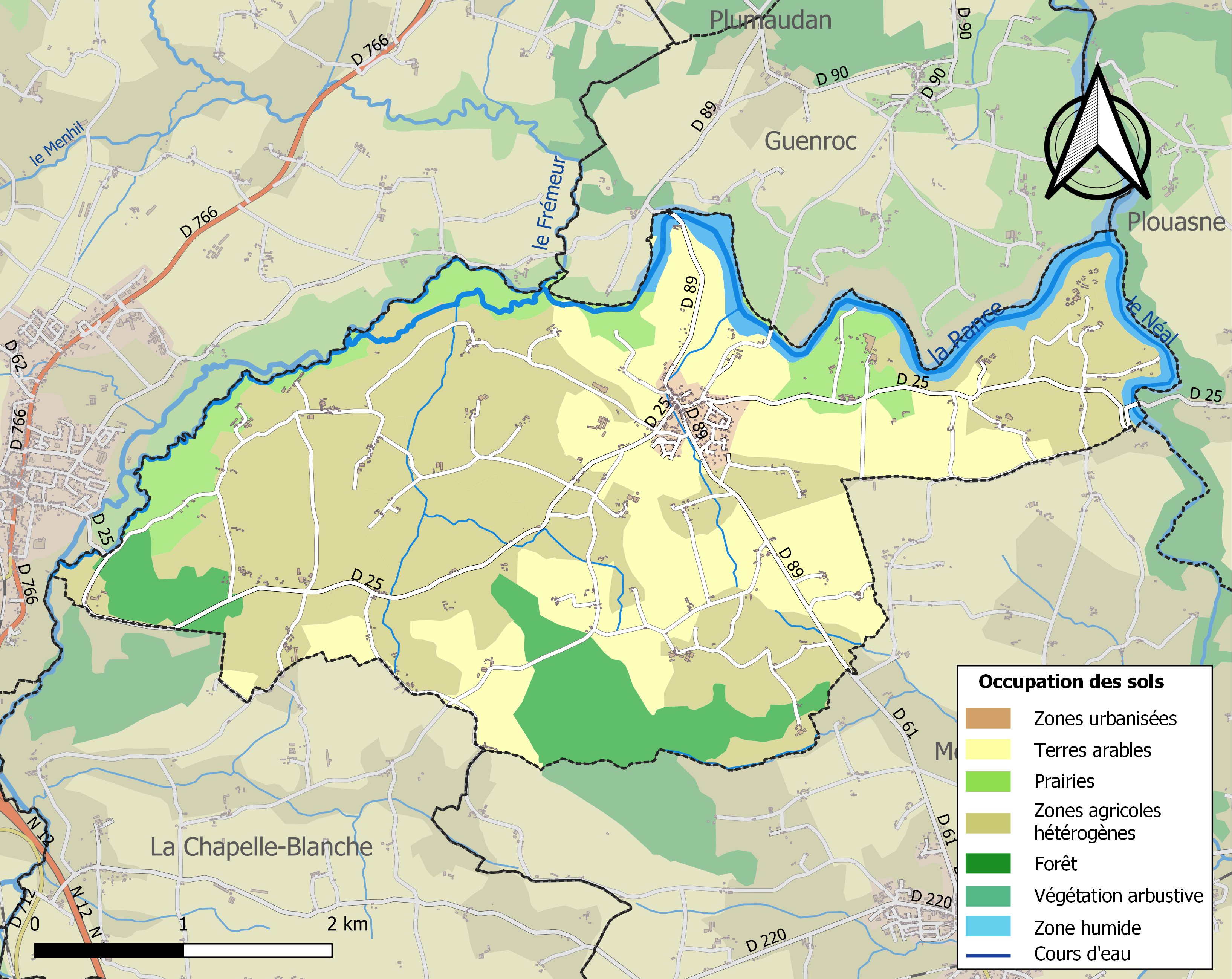
Carte des infrastructures et de l'occupation des sols de la commune en 2018 (CLC).

## Toponymie
Le nom de la localité est attesté sous les formes Guite en 1148 et en 1158, Guiteium en 1164, Guteium en 1170, Guite en 1249, Guyte en 1405, Guitte au XVe siècle.

## Histoire

### LeXXesiècle

#### La Première Guerre mondiale
Le monument aux morts porte les noms de 44 soldats morts pour la France pendant la Première Guerre mondiale.

#### La Seconde Guerre mondiale
Au monument aux morts de Guitté s'ajoutent les noms de six soldats morts pour la France pendant la Seconde Guerre mondiale.

#### L'après-guerre
En mars 1974 une épidémie de fièvre aphteuse frappe particulièrement l'est du département des Côtes-du-Nord, notamment les communes de Caulnes, Guitté et Plumaugat. Un cordon sanitaire fut mis en place autour des exploitations agricoles concernées, les fermes désinfectées, des pédiluves installés à l'entrée des bâtiments. Des laissez-passer sont exigés pour pouvoir circuler et des fosses creusées à la hâte pour ensevelir sous de la chaux les cadavres des animaux.
Francis Leroy, maire de Plumaugat à l'époque, témoigne : « Ma ferme s'est retrouvée en isolement et tout le cheptel a été abattu : 250 porcs et 25 vaches laitières ».

## Héraldique
| Blason | Blasonnement : D'azur à la croix d'argent. |

## Politique et administration
Guitté élit sa première municipalité au début de 1790. Durant la Révolution, la paroisse dépendait du doyenné de Saint-Jouan-de-l'Isle.
En 1832 (arrêté du 3 octobre 1832 et loi du 25 mars 1835), les limites territoriales sont modifiées et Guitté reçoit de Médréac les villages suivants : la Ville-Beaujonc, l’Orme, la Bourdonnais, la Fauvelais, le Tertre, le Fouy, la Hannelais et la Cholletais. En échange, Guitté cède à Médréac les villages de Courtus, de Carmorvan ou Carcouvrans, de Porte-Brosse, de Pisse-Pré, du Chesnot et du Lislou.

## Démographie
L'évolution du nombre d'habitants est connue à travers les recensements de la population effectués dans la commune depuis 1793. Pour les communes de moins de 10 000 habitants, une enquête de recensement portant sur toute la population est réalisée tous les cinq ans, les populations de référence des années intermédiaires étant quant à elles estimées par interpolation ou extrapolation. Pour la commune, le premier recensement exhaustif entrant dans le cadre du nouveau dispositif a été réalisé en 2008.

En 2022, la commune comptait 711 habitants, en évolution de +1,28 % par rapport à 2016 (Côtes-d'Armor : +1,78 %, France hors Mayotte : +2,11 %).
| 1793  | 1800 | 1806  | 1821 | 1831  | 1836  | 1841  | 1846  | 1851  |
| ----- | ---- | ----- | ---- | ----- | ----- | ----- | ----- | ----- |
| 1 025 | 974  | 1 025 | 974  | 1 044 | 1 072 | 1 022 | 1 002 | 1 026 |

| 1856 | 1861 | 1866  | 1872 | 1876 | 1881  | 1886  | 1891 | 1896 |
| ---- | ---- | ----- | ---- | ---- | ----- | ----- | ---- | ---- |
| 960  | 952  | 1 020 | 988  | 991  | 1 011 | 1 005 | 996  | 983  |

| 1901 | 1906 | 1911 | 1921 | 1926 | 1931 | 1936 | 1946 | 1954 |
| ---- | ---- | ---- | ---- | ---- | ---- | ---- | ---- | ---- |
| 975  | 999  | 962  | 793  | 779  | 776  | 770  | 655  | 633  |

| 1962 | 1968 | 1975 | 1982 | 1990 | 1999 | 2006 | 2008 | 2013 |
| ---- | ---- | ---- | ---- | ---- | ---- | ---- | ---- | ---- |
| 606  | 611  | 554  | 541  | 524  | 526  | 601  | 623  | 668  |

| 2018 | 2022 | - | - | - | - | - | - | - |
| ---- | ---- | - | - | - | - | - | - | - |
| 711  | 711  | - | - | - | - | - | - | - |

## Lieux et monuments

### Châteaux
Le village de Guitté possède trois châteaux : 
- le château de Couëllan[26] à proximité de Caulnes ;
- le château de Beaumont[27] sur les bords de la Rance. La partie supérieure de la tour d'escalier polygonale est surmontée d'un petit oratoire domestique à fort encorbellement[28] ;
- le château de la Perchais sur l'axe Guitté-Caulnes, maison noble du XVIIIe siècle du style épuré des ingénieurs de Vauban qui a réussi à Saint-Malo, fut le témoin de violents combats lors de la Révolution. Ce château est le berceau du comte Hilarion-Henri Hingant de Saint-Maur (26 avril 1750-vers 1845), qui a survécu à la guerre civile entretenue par la chouannerie normande. En 1800, il y eut le coup de feu contre les républicains menés par le général Louis Emmanuel Rey.

### Monuments religieux
- La chapelle Saint-Mathurin[29],[30] du XVIIe siècle.
- L'église Saint-Servan[31] des XVe et XVIe siècles.

### Manoir
- Le manoir des Touches[32] XVIIe – XVIIIe siècles : lieu de naissance de René-Auguste de Chateaubriand en 1718.

### Monument aux morts

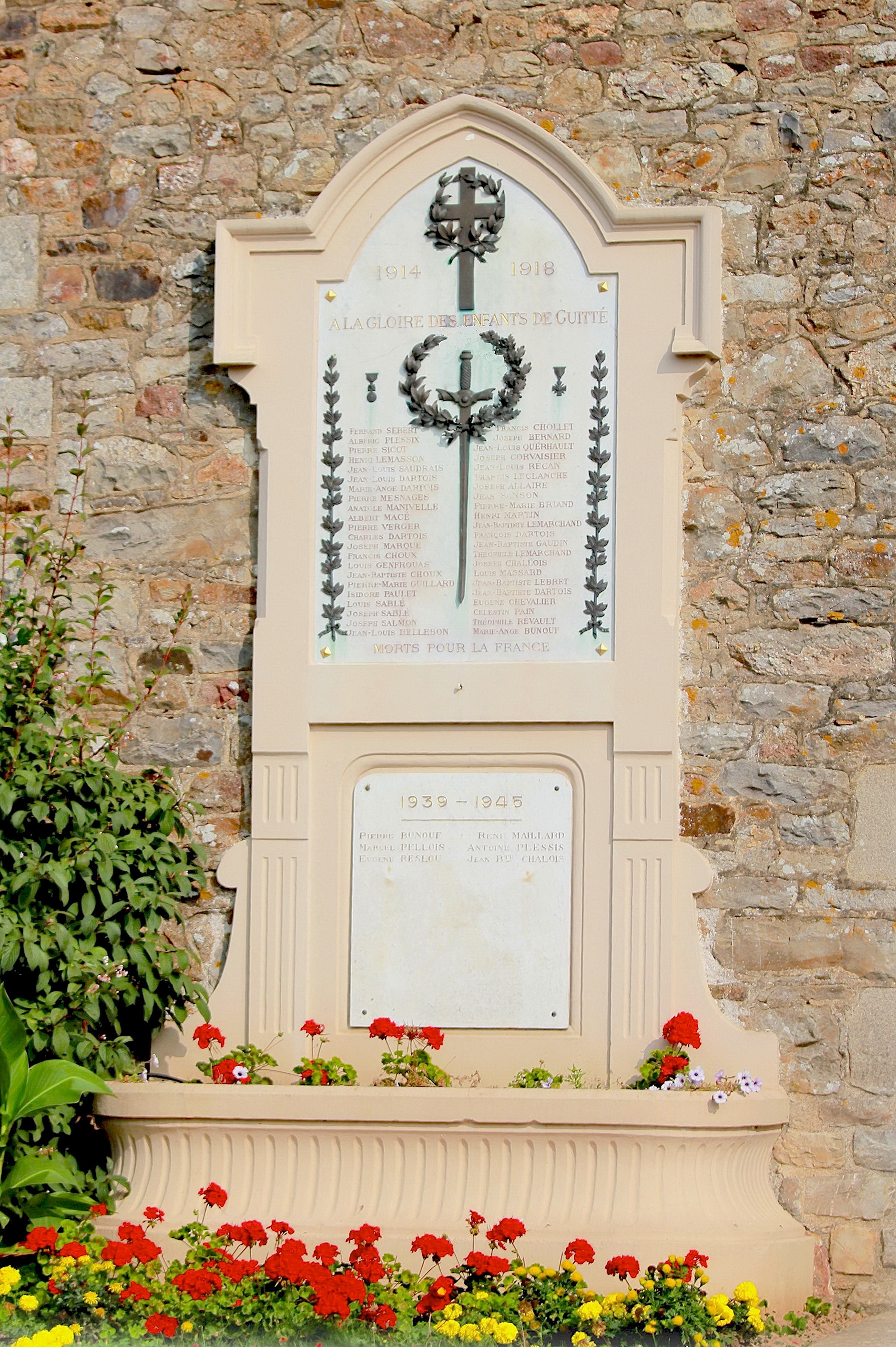
Le monument aux morts de Guitté.

Le monument aux morts commémore les enfants de Guitté Morts pour la France lors des deux dernières guerres mondiales.
- Le 25 septembre 1920, le conseil municipal décide d'apposer une plaque de marbre blanc sur la face sud de l'église Saint-Servan. L'architecte Georges Dugenet de Dinan est chargé de l'étude, la Société Bouvier spécialisée en céramique située 8 rue Sèvres à Paris est chargée de fournir la plaque.

En haut, une croix latine symbole de la foi chrétienne, ornée d'une couronne de laurier rappelle les croix marquant les tombes sur les champs de bataille. Au-dessous, une épitaphe « A la gloire des enfants de Guitté Morts pour la France » affirme la reconnaissance de la commune et du pays pour le sacrifice des soldats. Au-dessous, une médaille militaire est gravée ainsi et qu'une croix de guerre symbole d'une récompense d'une action méritante ou glorieuse d'un soldat.
- Le 3 octobre 1921, l'architecte Dugenet propose d'encadrer la plaque de marbre déjà placée d'une moulure en ciment avec un pied droit au-dessous et une vasque destinée à contenir un massif fleuri. Ce travail serait exécuté par Botha spécialiste en ciment.

Au centre, les noms des 44 soldats de Guitté morts pour la France lors de la Première Guerre mondiale sont gravés en lettre d'or entourant une épée représentant la force, dont la garde est en forme de couronne de lauriers symbole de récompense.
- Par la suite, une autre plaque sera apposée au-dessus de la vasque, avec la gravure des six soldats morts pour la France lors du conflit de la Seconde Guerre mondiale.

### Autres
- Village Vacances Ker Al Lann, gîtes en location, piscine et animations en été.
- La Pierre Longue, menhir voisin des Alignements de Lampouy, complexe mégalithique auquel il devait appartenir[33], situés sur la commune de Médréac.

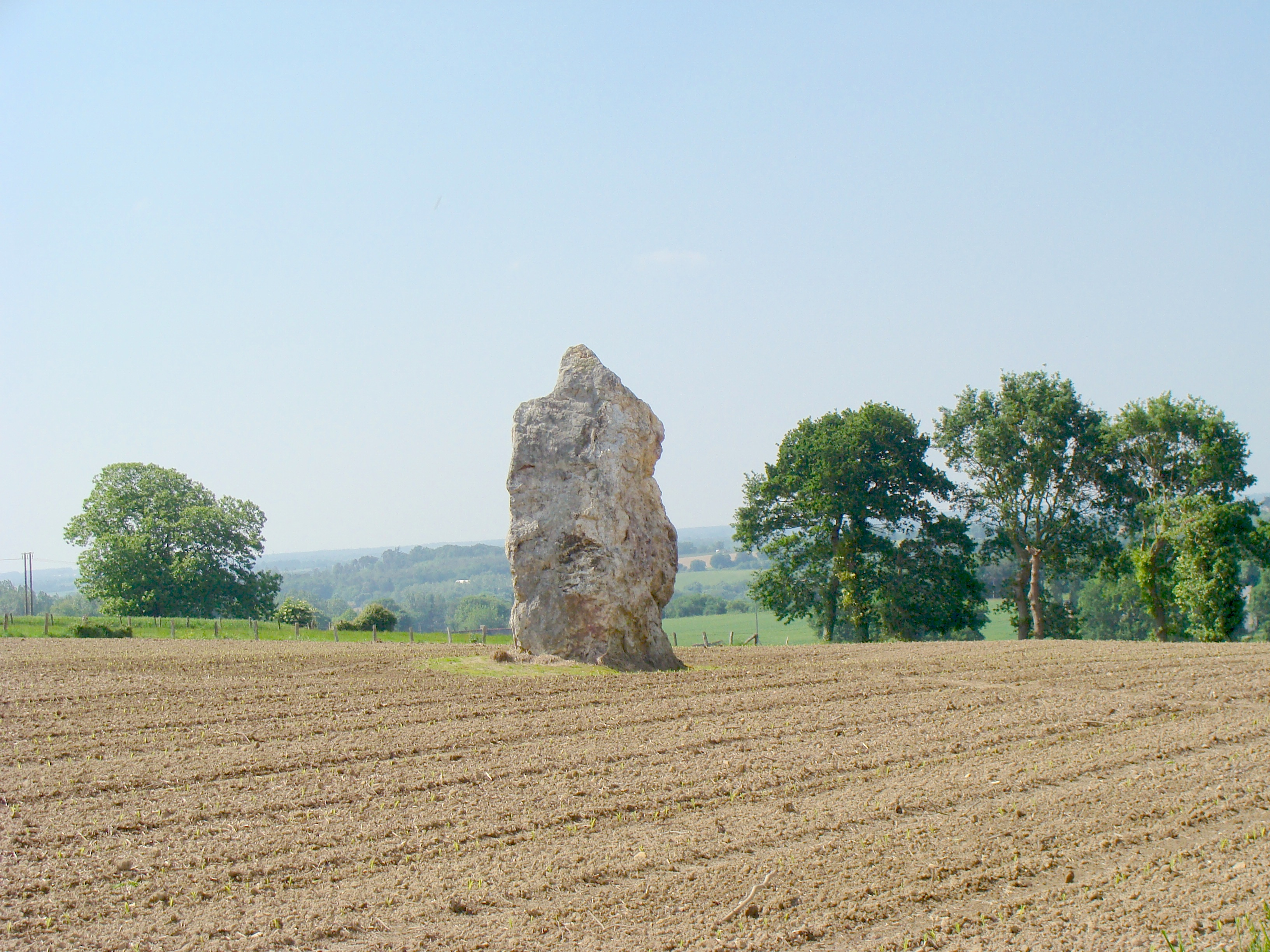
Menhir de La Pierre Longue.
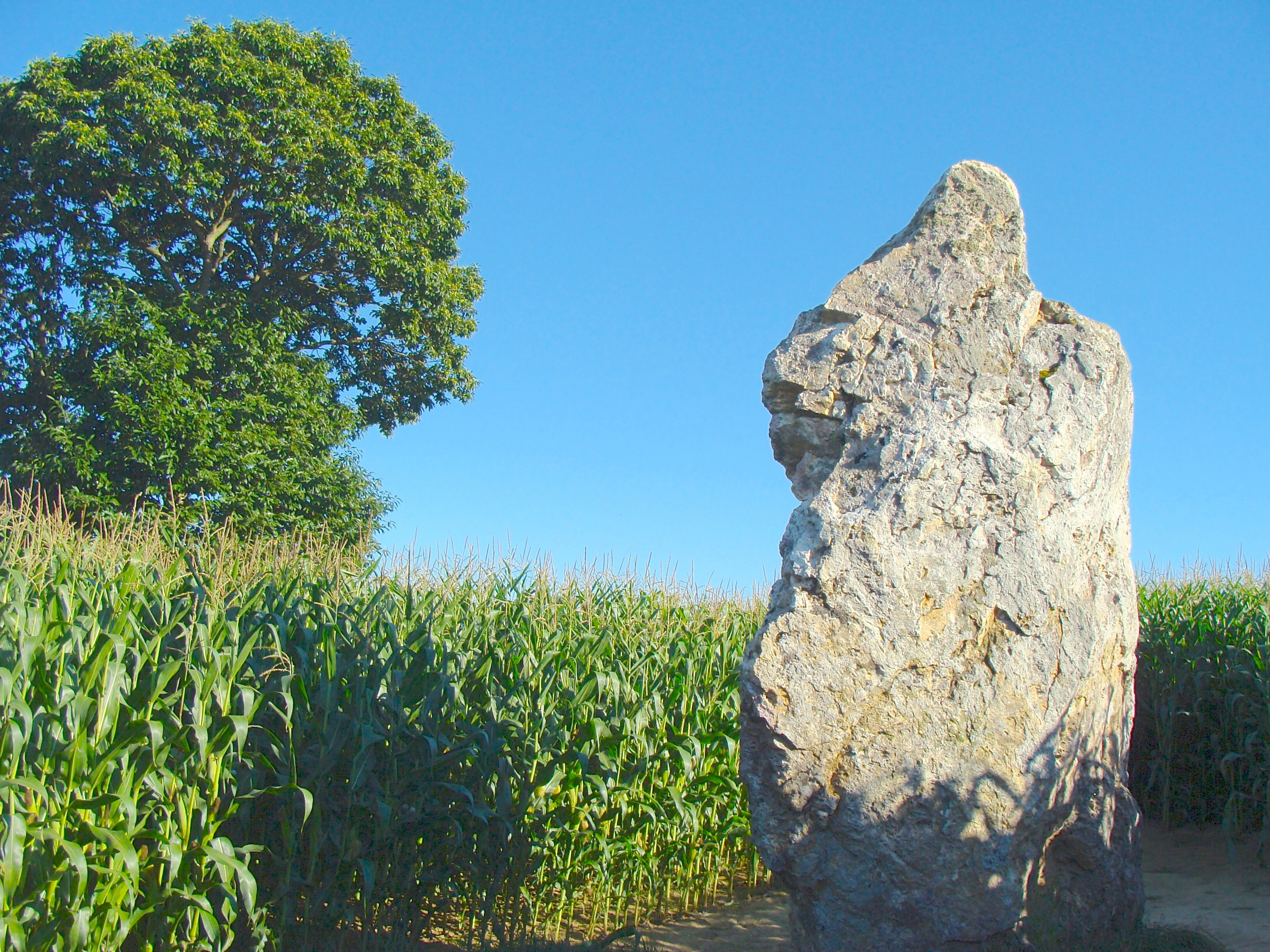
Menhir de La Pierre Longue.
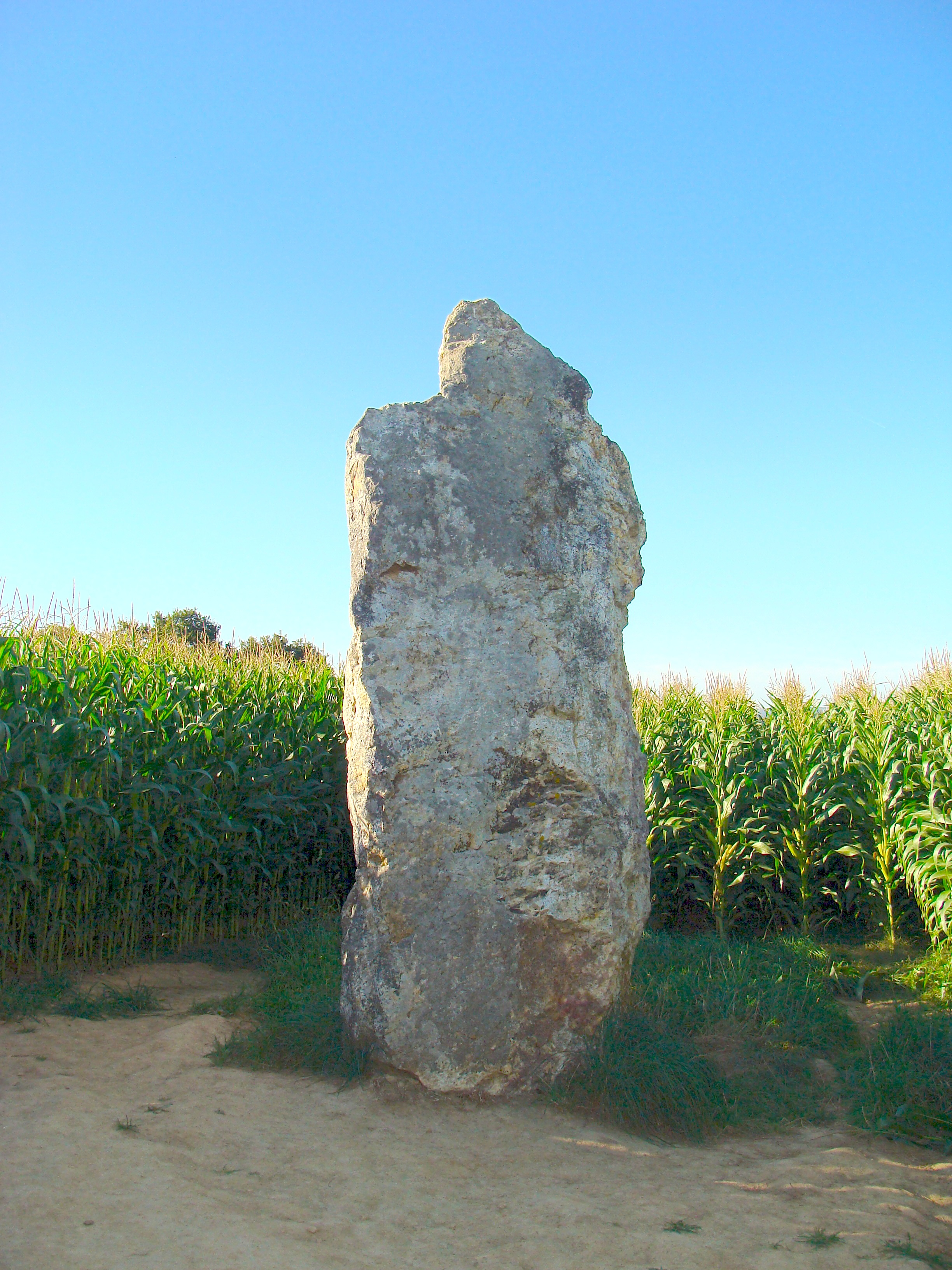
Menhir de La Pierre Longue.
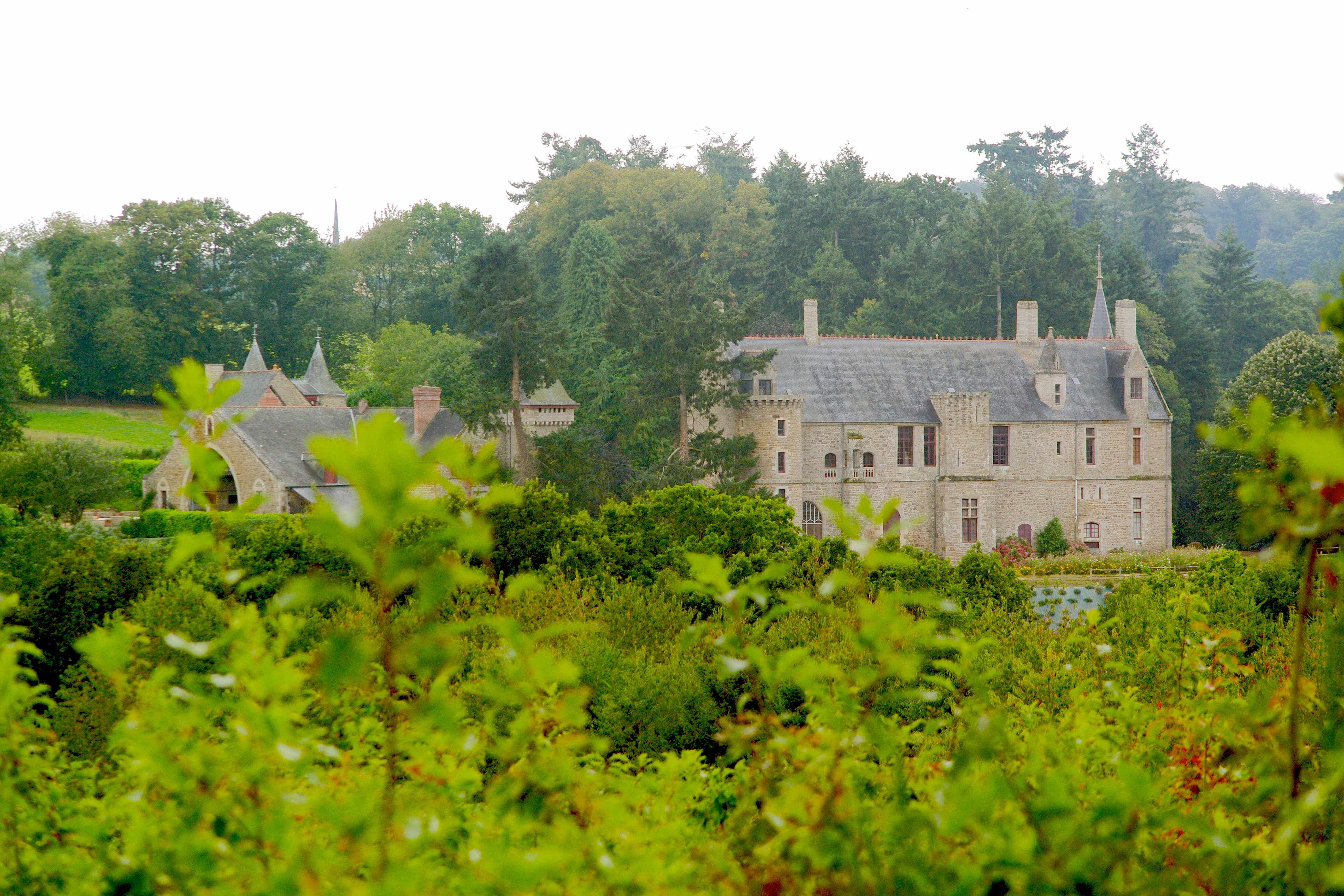
Château de Beaumont.
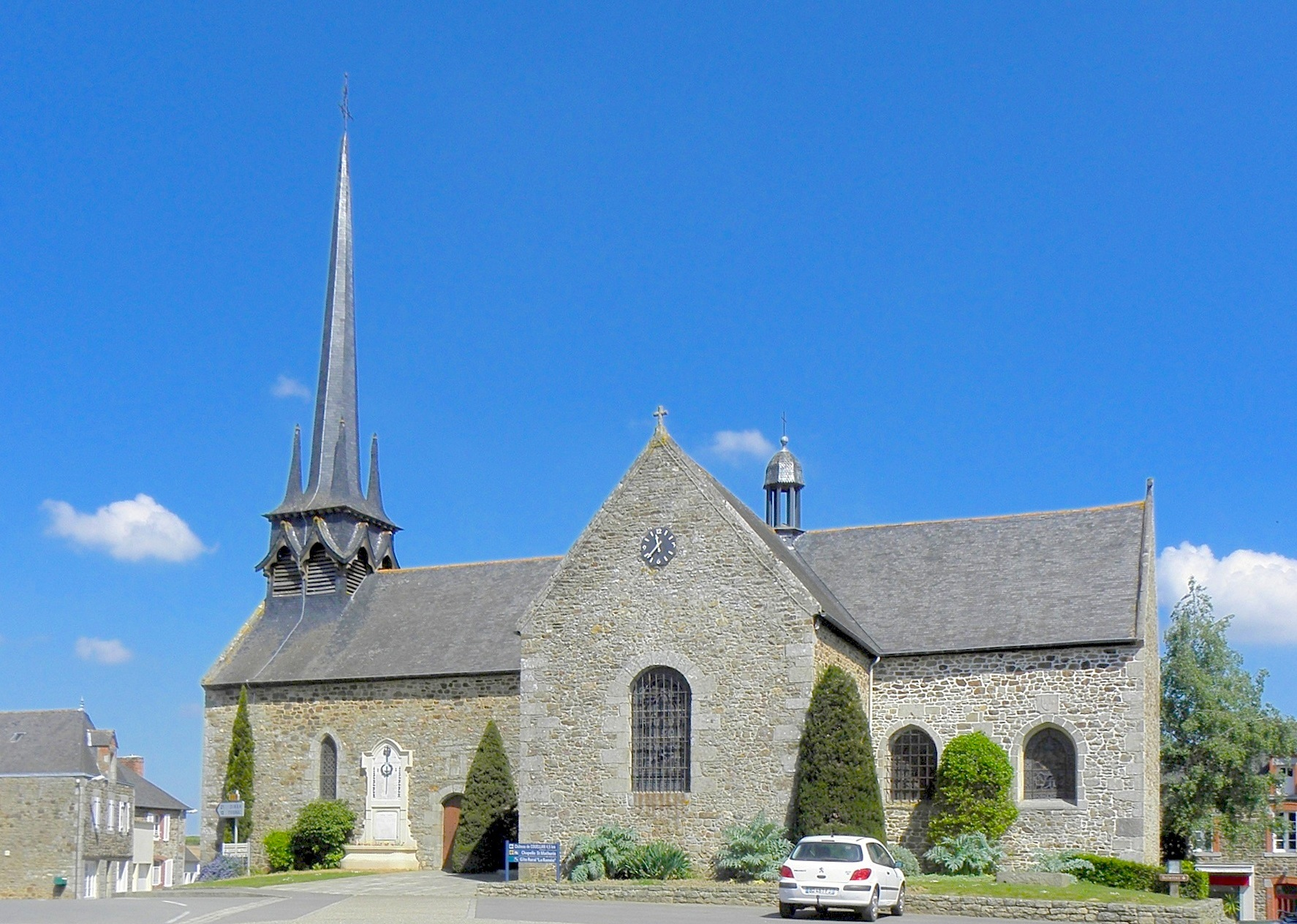
Église paroissiale Saint-Servan.

## Personnalités liées à la commune
- René de Chateaubriand, comte de Combourg, seigneur des Touches, né à Guitté en 1718, père de François-René de Chateaubriand[34].